# Mordet på Tove Tönnies
Mordet på Tove Tönnies, även kallat Tovemordet, ägde rum i mitten av oktober 2022, då 21-åriga Tove Tönnies ströps till döds i Vetlanda.

## Händelsen
Mordkvällen inleddes med att Tove Tönnies och två av hennes vänner skulle gå hem från en festkväll och reda ut ett bråk, men istället ströps Tönnies till döds i den ena vännens lägenhet. Därefter lade de Tönnies kropp i ett lakan och i sopsäckar och transporterade den till ett skogsområde utanför Vetlanda, där de tände eld på kroppen. Senare samma dygn återvände en av kvinnorna till platsen och hällde brandfarlig vätska över kroppen och antände den på nytt. Redan dagen därpå greps kvinnorna, misstänka för människorov. Samtidigt arbetade polisen för att finna Tönnies, som anmälts försvunnen av sin familj.
Två veckor efter att Tove Tönnies försvunnit påträffade polisen henne död. Med hjälp av sökhundar fann de hennes kropp i närheten av en lerig skogsväg, sydost om Vetlanda. De två kvinnorna satt då häktade misstänkta för mord, människorov och griftefridsbrott.

## Rättsligt efterspel
Den 19 april 2023 dömde Eksjö tingsrätt 20-åriga Johanna Leshem Jansson och 18-åriga Maja Hellman till livstids fängelse för mordet på Tove Tönnies. Domen blev historisk då det var första gången som kvinnor yngre än 21 år dömdes till livstids fängelse i Sverige.
Förhandlingarna i Göta hovrätt hölls i oktober 2023. Den 12 oktober släpptes Maja Hellman på fri fot i väntan på hovrättens dom. Den 25 oktober 2023 dömde Göta hovrätt Johanna Leshem Jansson till 16 års fängelse för mord. Maja Hellman friades från misstankar om mord, men hon dömdes för grovt gravfridsbrott till fängelse i ett år och sex månader.
Hovrättsdomen överklagades av både målsägarsidan och ombudet för den äldre av de två dömda kvinnorna. Målsägarsidan ville framförallt få prövat det relativt korta straff den yngre av gärningspersonerna fick i utbyte mot sin medverkan i utredningen, medan advokaten för Leshem Jansson ville få sin klient frikänd för mord. I januari 2024 meddelades att Högsta Domstolen inte beviljat prövningstillstånd varför domarna i hovrätten ligger fast.